# Odyssey (잉베이 말름스틴의 음반)
《Odyssey》는 1988년 4월 8일, 폴리도르 레코드를 통해 발매된 스웨덴의 기타리스트 잉베이 말름스틴의 네 번째 스튜디오 음반이다. 이 음반은 미국 빌보드 200에서 40위에 올랐고 18주 동안 차트에 머물렀으며, 다른 5개국에서 50위 안에 들었다. 2019년 기준으로, 말름스틴의 빌보드 200에서 가장 높은 차트 발매를 유지하고 있다.

## 평가
| 전문가 평가   | 전문가 평가 |
| 평가 점수     | 평가 점수   |
| 출처          | 점수        |
| ------------- | ----------- |
| AllMusic      | [ 4 ]       |
| Martin Popoff | [ 5 ]       |
| Metal Forces  | (6.5/10)    |

올뮤직의 스티브 휴이는 《Odyssey》에게 "주류 라디오 방송을 위해 디자인된 것처럼 보이는 좀 더 차분하고 세련된 컬렉션"이라며 5개 중 2개의 별을 주었지만, "말름스틴의 이전 작품과는 접근 방식의 차이가 거의 없다"고 말했다. 그는 조 린 터너의 보컬과 말름스틴의 기타 작업을 칭찬했지만, 1987년 거의 치명적인 자동차 사고에서 회복된 그의 일부 때문에 후자가 "절제적이고 열정적으로" 들린다고 말했다.

## 곡 목록
작사는 모두 조 린 터너가 맡았고, 작곡은 모두 잉베이 말름스틴이 맡았다.
| #   | 제목                               | 재생 시간 |
| --- | ---------------------------------- | --------- |
| 1.  | 〈Rising Force〉                   | 4:24      |
| 2.  | 〈Hold On〉                        | 5:12      |
| 3.  | 〈Heaven Tonight〉                 | 4:07      |
| 4.  | 〈Dreaming (Tell Me)〉             | 5:22      |
| 5.  | 〈Bite the Bullet (기악)〉         | 1:35      |
| 6.  | 〈Riot in the Dungeons〉           | 4:26      |
| 7.  | 〈Deja Vu〉                        | 4:17      |
| 8.  | 〈Crystal Ball〉                   | 4:56      |
| 9.  | 〈Now Is the Time〉                | 4:34      |
| 10. | 〈Faster than the Speed of Light〉 | 4:30      |
| 11. | 〈Krakatau (기악)〉                | 6:06      |
| 12. | 〈Memories (기악)〉                | 1:14      |

## 참여 인원
- 잉베이 말름스틴 – 기타, 모그 타우르스, 베이스 (3번~7번, 10번~12번 트랙), 편곡, 프로덕션
- 조 린 터너 – 보컬
- 옌스 요한손 – 키보드
- 안데르스 요한손 – 드럼
- 밥 데이즐리 – 베이스 (1번, 2번, 8번, 9번 트랙)
- 제프 글릭스먼 – 엔지니어링, 프로덕션
- 존 롤리오 – 엔지니어링
- 스콧 고든 – 엔지니어링 지원, 믹싱 지원
- 스티브 톰슨 – 믹싱
- 마이클 바비에로 – 믹싱
- 조지 코완 – 믹싱 지원
- 짐 루이스 – 이그제큐티브 프로덕션

## 인증
| 국가                       | 인증 | 판매량/출하량 |
| -------------------------- | ---- | ------------- |
| 일본                       | —    | 42,000        |
| 스웨덴 (GLF)               | 골드 | 50,000^       |
| ^출하량을 기반으로 한 인증 |      |               |